# Migmella planifrons
Migmella planifrons är en tvåvingeart som först beskrevs av Friedrich Hermann Loew 1861.  Migmella planifrons ingår i släktet Migmella och familjen borrflugor. Inga underarter finns listade i Catalogue of Life.